# Schronisko turystyczne „Chata Wuja Toma”
Schronisko turystyczne „Chata Wuja Toma” – górskie schronisko turystyczne należący do firmy „Karkoszczonka Sp. z o. o.”", w Beskidzie Śląskim, na Przełęczy Karkoszczonka, w granicach administracyjnych Szczyrku. Położone wysokości 715 m n.p.m.

## Historia
Obiekt urządzono w drewnianej chacie góralskiej z 1918, której pierwotnym właścicielem był Adam Porębski (w obrębie Szczyrku Biłej miejsce to znane było pod nazwą „do Adama”). Od II połowy lat 70. XX wieku działała w niej chatka studencka pod nazwą Studenckie Schronisko Turystyczne „Karkoszczonka” Socjalistycznego Związku Studentów Polskich Wydziału Mechaniczno-Energetycznego Politechniki Śląskiej w Gliwicach (Wydziałowego Klubu Turystycznego "Tramp"-ek). Chatka funkcjonowała do 1992. Następnie obiekt służył jako zaplecze toru saneczkowego, a w listopadzie 1997 obiekt został wydzierżawiony Magdalenie Szechlickiej i Tomaszowi Owczarzowi, którzy 9 lutego 1998 wykupili go na własność od miasta Szczyrku.
W kolejnych latach obiekt zmienił nazwę na obecną oraz znacznie się rozbudował, zwłaszcza w zakresie zaplecza gastronomicznego. Stanowi teraz (2. dekada XXI w.) głównie czynny przez cały rok punkt docelowy krótkich wycieczek dla osób wypoczywających w Szczyrku.

## Warunki pobytu
Obiekt posiada kilka pokoi 2 i 4 osobowych (w tym pokój z sauną) oraz domki całoroczne. 
W obiekcie znajduje się także strefa SPA (banie z hydromasażem, sauny, ruska bania, strefa relaksu) i sala szkoleniowo-eventowa (Owczarnia) mieszcząca do 100 osób (czynna cały rok).

## Szlaki turystyczne
– do Brennej – 30 min.
 – do Szczyrku Centrum – 45 min.
 – na Malinowską Skałę przez Przełęcz Salmopolską – 4 godz.
 – na Klimczok – 1 godz. 20 min.
 – do Szczyrku Centrum przez Sanktuarium "Na Górce" – 1 godz. 20 min. (ścieżka dydaktyczna)